# Lac Guers
Lac Guers är en sjö i Kanada.   Den ligger i regionen Nord-du-Québec och provinsen Québec, i den östra delen av landet, 1 500 km nordost om huvudstaden Ottawa. Lac Guers ligger 234 meter över havet. Arean är 46 kvadratkilometer. Den sträcker sig 14,0 kilometer i nord-sydlig riktning, och 13,0 kilometer i öst-västlig riktning.
Trakten runt Lac Guers består i huvudsak av gräsmarker. Trakten runt Lac Guers är nära nog obefolkad, med mindre än två invånare per kvadratkilometer.